# تل الأحلام
تل الأحلام (بالإنجليزية: Watership Down) مسلسل رسوم متحركة بريطاني كندي عرض لأول مرة في 28 سبتمبر 1999 واستمر حتى 4 ديسمبر 2001. تمت دبلجة المسلسل باللغة العربية من قبل مركز الزُهرة و عرض على قناة سبيس تون.

## روابط خارجية
- تل الأحلام على موقع IMDb (الإنجليزية)
- تل الأحلام على موقع كينوبويسك (الروسية)
- تل الأحلام على موقع قاعدة بيانات الفيلم (الإنجليزية)